# John J. Gilligan

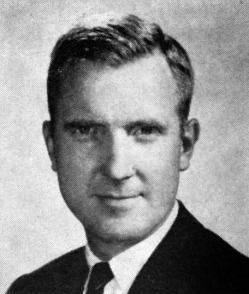
John J. Gilligan (1965)

John Joyce „Jack“ Gilligan (* 22. März 1921 in Cincinnati, Ohio; † 26. August 2013 ebenda) war ein US-amerikanischer Politiker. Er war von 1971 bis 1975 der 62. Gouverneur des Bundesstaates Ohio.

## Frühe Jahre und politischer Aufstieg
John Joyce Gilligan wurde 1921 als ältester Sohn von Harry J. Gilligan (1895–1978) und dessen Ehefrau Blanche (geb. Joyce / 1895–1973) in Cincinnati geboren. Vorfahren der Familie (väterlicherseits) waren um die Mitte des 19. Jahrhunderts aus dem irischen County Sligo in die Vereinigten Staaten eingewandert, ließen sich 1857 in Cincinnati nieder und gründeten dort 1877 das Unternehmen Patrick Gilligan & Sons. John (Joyce) Gilligan wuchs mit seinen vier Geschwistern in Cincinnati auf – seiner Zwillingsschwester Jeanne (1921–2002) und seinen beiden Brüdern (ebenfalls Zwillinge) Frank J(oyce) (1924–2004)  Harry J(oyce) (1924–?).
John Gilligan besuchte bis 1943 die University of Notre Dame und bis 1947 die University of Cincinnati. Seine Ausbildung wurde durch den Zweiten Weltkrieg unterbrochen, an dem er als Marineoffizier an Bord eines Zerstörers sowohl im Atlantischen als auch im Pazifischen Ozean teilnahm. Zwischen 1948 und 1953 hielt Gilligan an der Xavier University Vorlesungen über Literatur.
Gilligan war Mitglied der Demokratischen Partei. Zwischen 1953 und 1963 saß er im Stadtrat von Cincinnati. Zwischen 1965 und 1966 war er Abgeordneter im US-Repräsentantenhaus in Washington. Zwischen 1967 und 1968 gehörte er nochmals dem Stadtrat von Cincinnati an. Im Jahr 1968 unternahm er einen erfolglosen Versuch, in den US-Senat gewählt zu werden. 1970 wurde er schließlich zum neuen Gouverneur seines Staates gewählt, wobei er sich mit 54,2 Prozent der Stimmen gegen den Republikaner Roger Cloud durchsetzte.

## Gouverneur von Ohio
John Gilligan trat sein neues Amt am 11. Januar 1971 an. In dieser Zeit wurde gegen seinen Willen eine staatliche Lotterie in Ohio eingeführt. Außerdem wurde die Einkommensteuer erhöht, um ein Haushaltsloch auszugleichen. Das Wahlalter wurde auf 18 Jahre gesenkt. Außerdem verbesserte der Gouverneur die Infrastruktur, besonders auf dem Gebiet des Transportwesens. Im Jahr 1974 kam es bei der Gouverneurswahl zu einer knappen Entscheidung, bei der Gilligan seinem Vorgänger Jim Rhodes unterlag.

## Weiterer Lebenslauf
Nach dem Ende seiner Amtszeit wurde Gilligan Direktor der United States Agency for International Development. Dieses Amt übte er zwischen 1977 und 1979 aus. Außerdem lehrte er an der University of Notre Dame. Im Jahr 1999 wurde er in den Schulrat von Cincinnati gewählt. Diesen Posten behielt er bis zum Jahr 2007. Aufgrund seines Alters verzichtete er auf eine weitere Amtszeit in diesem Gremium.

## Privates
John Gilligan war in erster Ehe mit Mary Catherine Dixon (1924–1996) verheiratet. Das Paar bekam vier Kinder – die beiden Töchter Kathleen (verh. Sebelius) und Ellen sowie die beiden Söhne Donald und John. Seit 2000 war Gilligan in zweiter Ehe mit Susan Fremont verheiratet. Seine Tochter Kathleen Sebelius war von 2003 bis 2009 Gouverneurin von Kansas und ist seit Januar 2009 Gesundheitsministerin im Kabinett Obama.